# La donna nuda (film 1922)
La donna nuda è un film muto italiano del 1922 diretto da Roberto Roberti.